# Tristan-Samuel Weissborn
Tristan-Samuel Weissborn (Wenen, 24 oktober 1991) is een Oostenrijks tennisser.

## Carrière
Weissborn werd prof in 2009 en speelde de eerste zes jaar vooral futures, pas in 2015 won hij zijn eerste challenger. Sindsdien speelt hij voornamelijk in het challenger niveau en neemt ook regelmatig deel aan wedstrijden van de ATP Tour. In 2016 bereikte hij de tweede ronde op de US Open, een jaar later verloor hij in de eerste ronde op Wimbledon. Door de jaren heen won hij achttien challengertoernooien. In 2022 bereikte hij voor de eerste keer een ATP-finale samen met Andrej Martin verloor hij van Andrés Molteni en Santiago González op de ATP Córdoba.

## Palmares
| Legenda               |
| --------------------- |
| Grand Slam            |
| Olympische Spelen     |
| ATP Finals            |
| ATP Tour Masters 1000 |
| ATP Tour 500          |
| ATP Tour 250          |

### Dubbelspel
| Nr.                              | Datum            | Toernooi        | Ondergrond    | Partner              | Tegenstander in finale                    | Score             | Details |
| -------------------------------- | ---------------- | --------------- | ------------- | -------------------- | ----------------------------------------- | ----------------- | ------- |
| gewonnen finales herendubbelspel |                  |                 |               |                      |                                           |                   |         |
| verloren finales herendubbelspel |                  |                 |               |                      |                                           |                   |         |
| 1.                               | 6 februari 2022  | ATP Córdoba     | Gravel        | Andrej Martin        | Santiago González Andrés Molteni          | 5-7, 3-6          | details |
| 2.                               | 16 april 2023    | ATP Monte Carlo | Gravel        | Romain Arneodo       | Ivan Dodig Austin Krajicek                | 0–6, 6–4, [12–14] | Details |
| gewonnen challengers             |                  |                 |               |                      |                                           |                   |         |
| 1.                               | 15 november 2015 | Urtijëi         | Hardcourt (i) | Maximilian Neuchrist | Nikola Mektić Antonio Šančić              | 7-6, 6-3          |         |
| 2                                | 1 mei 2016       | Ostrava         | Gravel        | Sander Arends        | Lukáš Dlouhý Hans Podlipnik Castillo      | 7-6, 6-7, [10-5]  |         |
| 3.                               | 15 mei 2016      | Heilbronn       | Gravel        | Sander Arends        | Nikola Mektić Antonio Šančić              | 6-3, 6-4          |         |
| 4.                               | 12 februari 2017 | Boedapest       | Hardcourt (i) | Dino Marcan          | Blaž Kavčič Franko Škugor                 | 6-3, 3-6, [16-14] |         |
| 5.                               | 30 april 2017    | Anning          | Gravel        | Dino Marcan          | Steven de Waard Blaž Kavčič               | 5-7, 6-3, [10-7]  |         |
| 6.                               | 30 juli 2017     | Praag           | Gravel        | Jan Šátral           | Gero Kretschmer Andreas Mies              | 3-6, 7-5, [10-3]  |         |
| 7.                               | 21 januari 2018  | Koblenz         | Hardcourt (i) | Romain Arneodo       | Sander Arends Antonio Šančić              | 6-7, 7-5, [10-6]  |         |
| 8.                               | 18 februari 2018 | Cherbourg       | Hardcourt (i) | Romain Arneodo       | Antonio Šančić Ken Skupski                | 6-3, 1-6, [10-4]  |         |
| 9.                               | 1 april 2018     | Saint-Brieuc    | Hardcourt (i) | Sander Arends        | Luke Bambridge Joe Salisbury              | 4-6, 6-1, [10-7]  |         |
| 10.                              | 27 januari 2019  | Rennes          | Hardcourt (i) | Sander Arends        | David Pel Antonio Šančić                  | 6-4, 6-4          |         |
| 11.                              | 28 april 2019    | Nanchang        | Gravel (i)    | Sander Arends        | Alex Bolt Akira Santillan                 | 6-2, 6-4          |         |
| 12.                              | 26 januari 2020  | Rennes          | Hardcourt (i) | Antonio Šančić       | Tejmoeraz Gabasjvili Lukáš Lacko          | 7-5, 6-7, [10-7]  |         |
| 13.                              | 11 oktober 2020  | Barcelona       | Gravel        | Szymon Walków        | Harri Heliövaara Alex Lawson              | 6-1, 4-6, [10-8]  |         |
| 14.                              | 24 oktober 2021  | Lošinj          | Gravel        | Andrej Martin        | Victor Vlad Cornea Ergi Kırkın            | 6-1, 7-6          |         |
| 15.                              | 14 november 2021 | Urtijëi         | Hardcourt (i) | Antonio Šančić       | Alexander Erler Lucas Miedler             | 7-6, 4-6, [10-8]  |         |
| 16.                              | 21 november 2021 | Pau             | Hardcourt (i) | Romain Arneodo       | Aisam-ul-Haq Qureshi David Vega Hernández | 6-4, 6-2          |         |
| 17.                              | 5 december 2021  | Forlì           | Hardcourt (i) | Antonio Šančić       | Lukáš Rosol Vitali Satsjko                | 7-6, 4-6, [10-7]  |         |
| 18.                              | 23 oktober 2022  | Vilnius         | Hardcourt (i) | Romain Arneodo       | Dan Added Albano Olivetti                 | 6-4, 5-7, [10-5]  |         |
| 19.                              | 29 januari 2023  | Ottignies       | Hardcourt (i) | Romain Arneodo       | Roman Jebavý Adam Pavlásek                | 6-4, 6-3          |         |
| 20.                              | 14 mei 2023      | Mauthausen      | Gravel        | Romain Arneodo       | Constantin Frantzen Hendrik Jebens        | 6-4, 6-2          |         |

## Resultaten grote toernooien
| Legenda | Legenda                          |
| ------- | -------------------------------- |
| g.t.    | geen toernooi gehouden           |
| l.c.    | lagere categorie                 |
| –       | niet deelgenomen                 |
| G       | uitgeschakeld in de groepsfase   |
| 1R      | uitgeschakeld in de eerste ronde |
| 2R      | uitgeschakeld in de tweede ronde |
| 3R      | uitgeschakeld in de derde ronde  |
| 4R      | uitgeschakeld in de vierde ronde |
| KF      | uitgeschakeld in de kwartfinale  |
| HF      | uitgeschakeld in de halve finale |
| F       | de finale verloren               |
| W       | het toernooi gewonnen            |
| w-v     | winst/verlies-balans             |

### Dubbelspel
| toernooi            | 2016 | 2017 | 2018 | 2019 | 2020 | 2021 | 2022 | 2023 |
| ------------------- | ---- | ---- | ---- | ---- | ---- | ---- | ---- | ---- |
| Grandslamtoernooien |      |      |      |      |      |      |      |      |
| Australian Open     | –    | –    | –    | –    | –    | 1R   | –    | –    |
| Roland Garros       | –    | –    | –    | –    | –    | –    | –    |      |
| Wimbledon           | –    | 1R   | –    | –    | –    | –    | –    |      |
| US Open             | 2R   | –    | –    | –    | –    | –    | –    |      |
| Statistieken        |      |      |      |      |      |      |      |      |
| titels per jaar     | 0    | 0    | 0    | 0    | 0    | 0    | 0    | 0    |
| eindejaarsranking   | 95   | 112  | 118  | 103  | 109  | 118  | 108  |      |